# We Refuse to Die
We Refuse to Die (Langtitel: Paramount Victory Short No. T2–2: We Refuse to Die) ist ein US-amerikanischer Dokumentarfilm aus dem Jahr 1942 unter der Regie von William H. Pine.

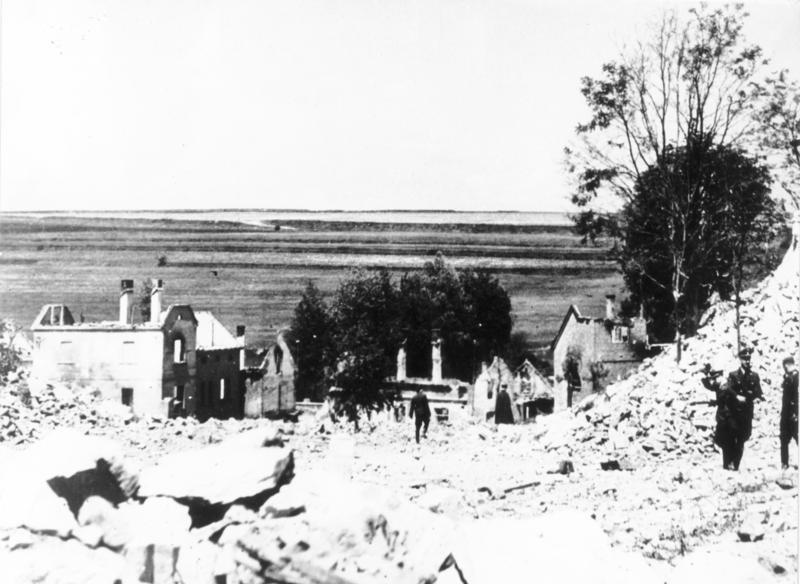
Lidice nach der Zerstörung 1942

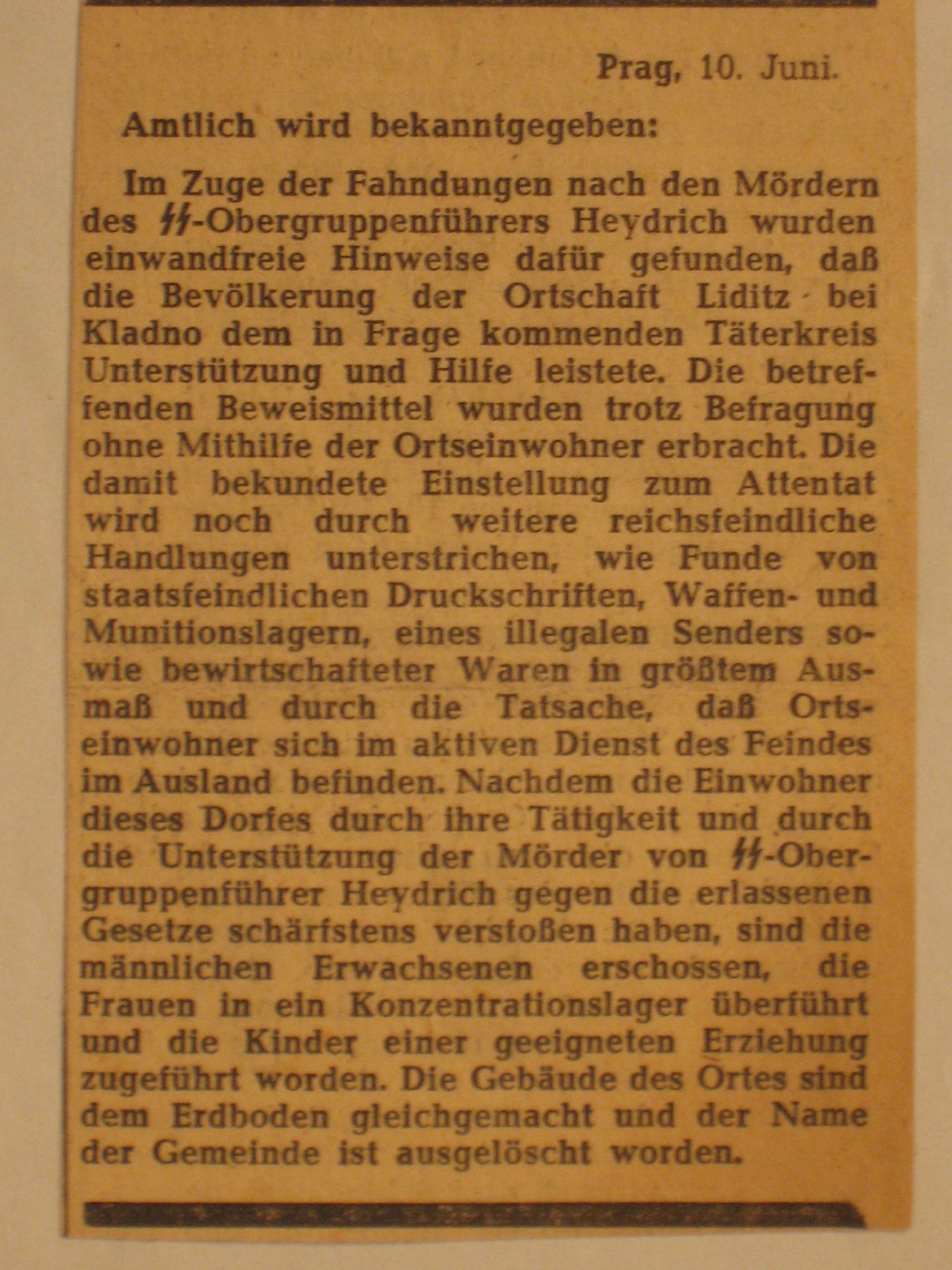
Bekanntmachung der deutschen Besatzungsmacht vom 10. Juni 1942, abgedruckt in der deutschen Besatzungszeitschrift Der neue Tag am 11. Juni 1942

## Inhalt
Der 1942 entstandene Dokumentarfilm thematisiert das Massaker von Lidice, einer Gemeinde in Tschechien, die etwa 20 Kilometer westlich von Prag in der Mittelböhmischen Region liegt. Lidice wurde im Juni 1942 auf Anweisung von Adolf Hitler von den Sicherheitsbehörden der nationalsozialistischen Besatzungsmacht überfallen und ausradiert. Der Angriff auf das kleine Dorf und seine Bewohner war ein Racheakt. Er war die Reaktion auf das erfolgreiche Attentat, das auf Reinhard Heydrich, den deutschen SS-Obergruppenführer und General der Polizei verübt worden war.
Das Attentat auf Heydrich löste eine Terrorwelle gegen die tschechische Bevölkerung aus. Die Bewohner des Dorfes Lidice sollen die Attentäter angeblich durch Hilfeleistungen unterstützt haben. Die Männer wurden erschossen, die Frauen größtenteils ins Konzentrationslager Ravensbrück verbracht. Die Kinder aus Lidice wurden verschleppt. Ausgewählte unter ihnen sollten ihrer Identität beraubt und eingedeutscht werden. Der überwiegende Teil der Kinder wurde im Vernichtungslager Chełmno ermordet. Die Häuser des Dorfes wurden niedergebrannt und das Dorf dem Erdboden gleichgemacht.
Die Amerikaner ließen Stellwände anfertigen, auf denen eindringliche Zeichnungen prangten. Sie waren in Lateinamerika in vielen Vitrinen zu sehen. Mehrere Orte in Lateinamerika benannten sich aus Solidarität in Lidice um.

## Produktion
We Refuse to Die wurde von Paramount Pictures produziert.
Der Film wurde in den USA am 22. Oktober 1942 unter dem Langtitel Paramount Victory Short No. T2–2: We Refuse to Die veröffentlicht.

## Auszeichnung
William C. Thomas war auf der Oscarverleihung 1943 mit dem Film für einen Oscar in der Kategorie „Bester Dokumentarfilm“ nominiert, musste den Vortritt jedoch den Produktionen Schlacht um Midway, Kokoda Front Line!, Moscow Strikes Back und Vorspiel zum Krieg überlassen.